# Temporada 1995-96 de los Portland Trail Blazers
La temporada 1995-96 fue la vigesimosexta de los Portland Trail Blazers en la NBA. La temporada regular acabó con 44 victorias y 38 derrotas, ocupando el sexto puesto de la conferencia Oeste, clasificándose para los playoffs, en los que cayeron en primera ronda ante los Utah Jazz.
Tras 25 temporadas disputando sus partidos como local en el Veterans Memorial Coliseum, se trasladaron al Rose Garden Arena, pabellón en el que tienen su sede en la actualidad.

## Elecciones en elDraft
| Ronda | Puesto | Jugador       | Posición | Nacionalidad   | Universidad    |
| ----- | ------ | ------------- | -------- | -------------- | -------------- |
| 1     | 8      | Shawn Respert | Escolta  | Estados Unidos | Michigan State |

## Temporada regular
| División Pacífico        | División Pacífico | División Pacífico | División Pacífico | División Pacífico | División Pacífico | División Pacífico | División Pacífico | División Pacífico |
| Equipo                   | G                 | P                 | %                 | PD                | Casa              | Fuera             | Div               |                   |
| ------------------------ | ----------------- | ----------------- | ----------------- | ----------------- | ----------------- | ----------------- | ----------------- | ----------------- |
| y-Seattle SuperSonics    | 64                | 18                | .780              | –                 | 38–3              | 26–15             | 21–3              |                   |
| x-Los Angeles Lakers     | 53                | 29                | .646              | 11                | 30–11             | 23–18             | 17–7              |                   |
| x-Portland Trail Blazers | 44                | 38                | .537              | 20                | 26–15             | 18–23             | 11–13             |                   |
| x-Phoenix Suns           | 41                | 41                | .500              | 23                | 25–16             | 16–25             | 9–15              |                   |
| x-Sacramento Kings       | 39                | 43                | .476              | 25                | 26–15             | 13–28             | 11–13             |                   |
| Golden State Warriors    | 36                | 46                | .439              | 28                | 23–18             | 13–28             | 7–17              |                   |
| Los Angeles Clippers     | 29                | 53                | .354              | 35                | 19–22             | 10–31             | 7–17              |                   |

## Playoffs

### Primera ronda
Utah Jazz  vs. Portland Trail Blazers
| Fecha       | Partido                                   | Ciudad   |
| ----------- | ----------------------------------------- | -------- |
| 25 de abril | Utah Jazz 110, Portland Trail Blazers 102 | Utah     |
| 27 de abril | Utah Jazz 105, Portland Trail Blazers 90  | Utah     |
| 29 de abril | Portland Trail Blazers 94, Utah Jazz 91   | Portland |
| 1 de mayo   | Portland Trail Blazers 98, Utah Jazz 90   | Portland |
| 5 de mayo   | Utah Jazz 102, Portland Trail Blazers 64  | Utah     |
|             | Utah Jazz gana las series 3-2             |          |

## Estadísticas

### Temporada regular
| Rk | Jugador            | Edad | Pos. | P  | PT | MP   | TC  | TCI  | %TC  | T3  | T3I | %T3  | TL  | TLI | %TL  | RO  | RD  | RT  | AS  | RB  | TAP | BP  | FP  | PTS  |
| -- | ------------------ | ---- | ---- | -- | -- | ---- | --- | ---- | ---- | --- | --- | ---- | --- | --- | ---- | --- | --- | --- | --- | --- | --- | --- | --- | ---- |
| 1  | Clifford Robinson  | 29   | SF   | 78 | 76 | 38.2 | 7.1 | 16.7 | .423 | 2.3 | 6.0 | .378 | 4.6 | 6.9 | .664 | 1.6 | 4.1 | 5.7 | 2.4 | 1.1 | 0.9 | 2.5 | 3.2 | 21.1 |
| 2  | Rod Strickland     | 29   | PG   | 67 | 63 | 37.7 | 7.0 | 15.3 | .460 | 0.6 | 1.7 | .342 | 4.1 | 6.3 | .652 | 1.3 | 3.1 | 4.4 | 9.6 | 1.4 | 0.2 | 3.8 | 2.0 | 18.7 |
| 3  | Harvey Grant       | 30   | PF   | 76 | 75 | 31.5 | 4.1 | 8.9  | .462 | 0.3 | 0.9 | .313 | 0.8 | 1.4 | .545 | 1.5 | 3.2 | 4.8 | 1.5 | 0.8 | 0.6 | 1.1 | 2.3 | 9.3  |
| 4  | Aaron McKie        | 23   | SG   | 81 | 73 | 27.9 | 4.2 | 8.9  | .467 | 0.5 | 1.4 | .325 | 1.9 | 2.5 | .764 | 1.1 | 2.7 | 3.8 | 2.5 | 1.1 | 0.3 | 1.7 | 2.5 | 10.7 |
| 5  | Chris Dudley       | 30   | C    | 80 | 61 | 24.1 | 2.0 | 4.5  | .453 | 0.0 | 0.0 | .000 | 1.0 | 2.0 | .510 | 3.0 | 6.0 | 9.0 | 0.5 | 0.5 | 1.3 | 1.0 | 3.1 | 5.1  |
| 6  | Buck Williams      | 35   | PF   | 70 | 10 | 23.9 | 2.7 | 5.5  | .500 | 0.0 | 0.0 | .667 | 1.8 | 2.7 | .668 | 2.3 | 3.5 | 5.8 | 0.6 | 0.6 | 0.7 | 1.3 | 2.7 | 7.3  |
| 7  | Arvydas Sabonis    | 31   | C    | 73 | 21 | 23.8 | 5.4 | 9.9  | .545 | 0.5 | 1.4 | .375 | 3.2 | 4.2 | .757 | 2.0 | 6.0 | 8.1 | 1.8 | 0.9 | 1.1 | 2.1 | 2.9 | 14.5 |
| 8  | James Robinson     | 25   | PG   | 76 | 5  | 21.4 | 3.0 | 7.6  | .399 | 1.3 | 3.7 | .359 | 1.2 | 1.8 | .659 | 0.6 | 1.5 | 2.1 | 2.0 | 0.4 | 0.2 | 1.5 | 1.9 | 8.5  |
| 9  | Gary Trent         | 21   | PF   | 69 | 10 | 17.7 | 3.2 | 6.2  | .513 | 0.0 | 0.1 | .000 | 1.1 | 2.0 | .553 | 1.2 | 2.2 | 3.4 | 0.7 | 0.4 | 0.2 | 1.3 | 1.7 | 7.5  |
| 10 | Rumeal Robinson    | 29   | PG   | 43 | 14 | 16.6 | 2.1 | 5.1  | .416 | 0.7 | 1.8 | .380 | 0.8 | 1.2 | .647 | 0.4 | 1.4 | 1.8 | 3.3 | 0.6 | 0.1 | 1.7 | 1.8 | 5.7  |
| 11 | Dontonio Wingfield | 21   | SF   | 44 | 2  | 11.1 | 1.4 | 3.6  | .382 | 0.4 | 1.4 | .302 | 0.6 | 0.8 | .765 | 1.0 | 1.3 | 2.4 | 0.6 | 0.5 | 0.1 | 0.7 | 1.7 | 3.8  |
| 12 | Randolph Childress | 23   | PG   | 28 | 0  | 8.9  | 0.9 | 2.8  | .316 | 0.5 | 1.7 | .277 | 0.8 | 1.0 | .815 | 0.0 | 0.6 | 0.7 | 1.1 | 0.3 | 0.0 | 1.0 | 0.8 | 3.0  |
| 13 | Anthony Cook       | 28   | PF   | 11 | 0  | 5.5  | 0.6 | 1.5  | .438 | 0.0 | 0.2 | .000 | 0.1 | 0.4 | .250 | 0.5 | 0.6 | 1.1 | 0.2 | 0.0 | 0.1 | 0.1 | 0.7 | 1.4  |
| 14 | Reggie Slater      | 25   | PF   | 4  | 0  | 5.0  | 0.8 | 1.3  | .600 | 0.0 | 0.0 |      | 0.0 | 0.0 |      | 0.0 | 0.8 | 0.8 | 0.0 | 0.3 | 0.5 | 0.8 | 0.3 | 1.5  |
| 15 | Elmore Spencer     | 26   | C    | 11 | 0  | 3.4  | 0.5 | 1.1  | .417 | 0.0 | 0.0 |      | 0.4 | 0.5 | .667 | 0.2 | 0.6 | 0.8 | 0.1 | 0.0 | 0.2 | 0.3 | 0.4 | 1.3  |

### Playoffs
| Rk | Jugador            | Edad | Pos. | P | PT | MP   | TC  | TCI  | %TC  | T3  | T3I | %T3  | TL  | TLI  | %TL  | RO  | RD  | RT   | AS  | RB  | TAP | BP  | FP  | PTS  |
| -- | ------------------ | ---- | ---- | - | -- | ---- | --- | ---- | ---- | --- | --- | ---- | --- | ---- | ---- | --- | --- | ---- | --- | --- | --- | --- | --- | ---- |
| 1  | Rod Strickland     | 29   | PG   | 5 | 5  | 40.4 | 7.4 | 16.8 | .440 | 1.2 | 2.4 | .500 | 4.6 | 7.2  | .639 | 2.4 | 3.8 | 6.2  | 8.4 | 1.0 | 0.0 | 2.4 | 2.8 | 20.6 |
| 2  | Clifford Robinson  | 29   | SF   | 5 | 5  | 36.2 | 4.2 | 12.2 | .344 | 1.2 | 4.6 | .261 | 5.6 | 7.4  | .757 | 0.8 | 2.8 | 3.6  | 1.6 | 1.4 | 1.0 | 3.2 | 3.8 | 15.2 |
| 3  | Arvydas Sabonis    | 31   | C    | 5 | 5  | 35.4 | 7.0 | 16.2 | .432 | 1.0 | 1.8 | .556 | 8.6 | 12.0 | .717 | 2.4 | 7.8 | 10.2 | 1.8 | 0.8 | 0.6 | 2.0 | 3.4 | 23.6 |
| 4  | Harvey Grant       | 30   | PF   | 5 | 5  | 32.8 | 2.6 | 7.6  | .342 | 0.2 | 1.4 | .143 | 0.0 | 0.8  | .000 | 1.0 | 3.0 | 4.0  | 0.8 | 0.0 | 0.4 | 0.6 | 3.2 | 5.4  |
| 5  | Aaron McKie        | 23   | SG   | 5 | 4  | 26.8 | 2.2 | 6.0  | .367 | 0.4 | 1.6 | .250 | 1.4 | 1.8  | .778 | 0.8 | 2.8 | 3.6  | 1.8 | 1.2 | 0.4 | 1.8 | 2.6 | 6.2  |
| 6  | Buck Williams      | 35   | PF   | 5 | 1  | 26.6 | 1.8 | 4.6  | .391 | 0.2 | 0.4 | .500 | 1.0 | 1.4  | .714 | 2.6 | 2.4 | 5.0  | 0.2 | 0.2 | 0.8 | 1.0 | 3.6 | 4.8  |
| 7  | Chris Dudley       | 30   | C    | 5 | 0  | 18.4 | 1.0 | 2.6  | .385 | 0.0 | 0.0 |      | 0.8 | 1.2  | .667 | 1.8 | 3.6 | 5.4  | 0.2 | 0.4 | 0.4 | 0.8 | 3.6 | 2.8  |
| 8  | James Robinson     | 25   | PG   | 2 | 0  | 13.0 | 1.5 | 5.0  | .300 | 1.0 | 3.0 | .333 | 0.0 | 0.0  |      | 0.0 | 0.5 | 0.5  | 1.5 | 0.5 | 0.5 | 1.5 | 2.0 | 4.0  |
| 9  | Dontonio Wingfield | 21   | SF   | 5 | 0  | 12.4 | 1.6 | 4.2  | .381 | 1.2 | 2.0 | .600 | 0.4 | 1.2  | .333 | 2.0 | 0.8 | 2.8  | 0.8 | 0.0 | 0.0 | 0.6 | 2.0 | 4.8  |
| 10 | Rumeal Robinson    | 29   | PG   | 5 | 0  | 8.6  | 1.6 | 3.8  | .421 | 0.8 | 1.8 | .444 | 0.2 | 0.8  | .250 | 0.0 | 0.4 | 0.4  | 0.6 | 0.6 | 0.0 | 0.6 | 1.6 | 4.2  |
| 11 | Gary Trent         | 21   | PF   | 2 | 0  | 5.0  | 0.5 | 2.0  | .250 | 0.0 | 0.0 |      | 0.0 | 0.0  |      | 0.0 | 0.5 | 0.5  | 0.0 | 0.5 | 0.0 | 0.0 | 1.5 | 1.0  |
| 12 | Elmore Spencer     | 26   | C    | 1 | 0  | 1.0  | 0.0 | 0.0  |      | 0.0 | 0.0 |      | 0.0 | 2.0  | .000 | 0.0 | 0.0 | 0.0  | 0.0 | 0.0 | 0.0 | 0.0 | 0.0 | 0.0  |

## Galardones y récords
| Jugador         | Galardón                            |
| Arvydas Sabonis | Mejor quinteto de Rookies de la NBA |